# Buerak
Buerak (Russisch: Буерак) is een postpunkband afkomstig uit Novosibirsk, Rusland. De band werd opgericht in 2014 door Artyom Cherepanov en Alexandr Makeyev. Afisha magazine noemde Buerak een van de voornaamste bands van de nieuwe Russische postpunk wave.
De band bracht haar debuutalbum Танцы По Расчёту uit in 2016. In 2017 was er de nodige controverse rondom de band, nadat zij hun voormalig tourmanager Stepan Kazaryan beschuldigden van fraude.

## Discografie
Studioalbums
- 2016: Танцы По Расчёту
- 2017: Скромные Апартаменты
- 2018: Репост Модерн
- 2019: Шоу-бизнес

Ep's
- 2014: Преступность / Крестьянство
- 2015: Пролетариат
- 2016: Корни
- 2019: Готика
- 2019: Китайский Квартал
- 2020: Среди них ты